# Burg Alt-Waldeck
Die Burg Alt-Waldeck, auch Krandelburg oder Randenburg genannt, ist eine abgegangene Spornburg, die um 1149 anlässlich einer Schenkung der Herren von Waldeck urkundlich erwähnt wurde.

## Lage
Der Burgstall Alt-Waldeck liegt auf einem Bergsporn zwischen dem Kernort Tegernau und dem zugehörigen Wohnplatz Niedertegernau. Er ist zu erreichen über den Rammelsgrabenweg der etwa auf halber Strecke von der Gemeindestraße von Wieslet nach Eichholz abzweigt. Die letzten 150 Meter abwärts auf den Bergsporn müssen über einen verwachsenen Pfad zurückgelegt werden.

## Geschichte
Die Burg Alt-Waldeck wird 1149 gemeinsam mit der Burg Neu-Waldeck urkundlich erwähnt, als König Konrad III. ihren Besitz dem Basler Bischof Ortlieb von Frohburg bestätigte. Die beiden Burgen mit all ihrem Zubehör waren dem Bischof zuvor von Trutwin und Heinrich von Waldeck geschenkt worden.
Die Burg wurde lange bei dem Weiler Hohenegg, zugehörig zu Raich, einem Ortsteil der Gemeinde Kleines Wiesental im Landkreis Lörrach in Baden-Württemberg, vermutet. Dort findet sich ein auf einen Burgstall hindeutender Flurname, allerdings keine baulichen Hinweise auf eine Burganlage. Die Zuordnung Alt-Waldecks zum „Burstell“ bei Hohenegg wurde deswegen von dem Historiker Werner Meyer kritisiert, der Alt-Waldeck dagegen in Tegernau suchte: Am südlichen Ortsausgang von Tegernau finden sich Hinweise auf zwei abgegangene Burgen. Näher am Ort liegt das heute so bezeichnete „Schloss Tegernau“, weiter südlich die „Krandelburg“. Werner Meyer schlug vor, die näher am Ort gelegene Burg als Alt-Waldeck anzusehen, die etwas weiter abseits gelegene als Neu-Waldeck. Dies wird auch durch Keramikfunde bei der näher am Ort gelegenen Burg gestützt, die auf eine frühere Gründung hinweisen. Eine Lehensbeschreibung aus dem 15. Jahrhundert, in der Alt-Waldeck als Ortsangabe verwendet wird, legt jedoch nahe, dass das näher am Ort Tegernau gelegene „Schloss Tegernau“ Neu-Waldeck war, während die weiter südlich gelegene „Krandelburg“ früher Alt-Waldeck hieß.

## Anlage
Auf dem Bergsporn schützten bergseits zwei tiefe Halsgräben den Zugang. Das Burgplateau ist oval, etwa 30 m lang und 15 m breit. Das Burgplateau ist terrassiert, aber ohne Mauerreste. Talseits befindet sich an der Basis des Burghügels ein hufeisenförmiger Wall. Keramikfunde konnten auf das 10. und 11. Jahrhundert datiert werden.
Meyer hat eine frühe Holz-Erdburg angenommen und in den badischen Fundberichten wird aufgrund von Lage, Aufbau und Fund ein typisches Beispiel für eine frühgeschichtliche Zufluchtsanlage gesehen.